# أريساكا (بندقية)
بندقية أريساكا (باليابانية:有坂銃) تنطق باللاتينية:Arisaka، هي سلاح البندقية من نوع الفردي صنعت عام 1898م، وتوقفت صناعتها عام 1945م، استُعملت من قبل الجيش الإمبراطوري الياباني في زمن الحرب العالمية الثانية، استسلمت طوكيو عام 1945م، وصدرت إلى إسرائيل وشبه الجزيرة الكورية والصين.

## تاريخ

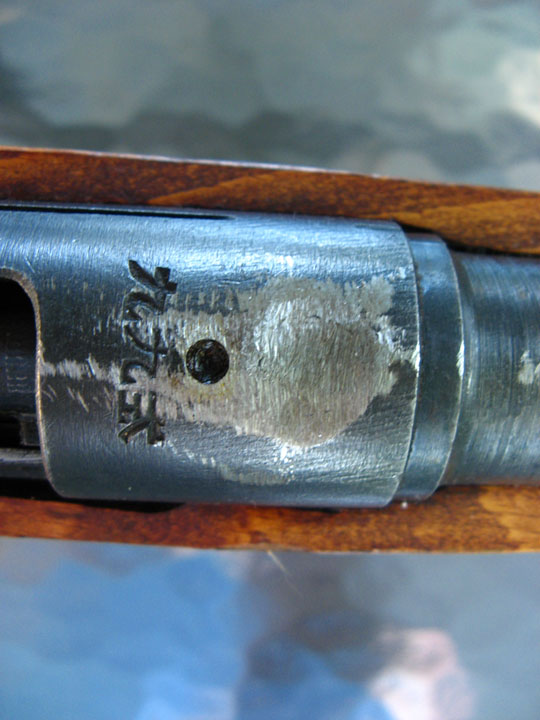
"الأم الأرضية

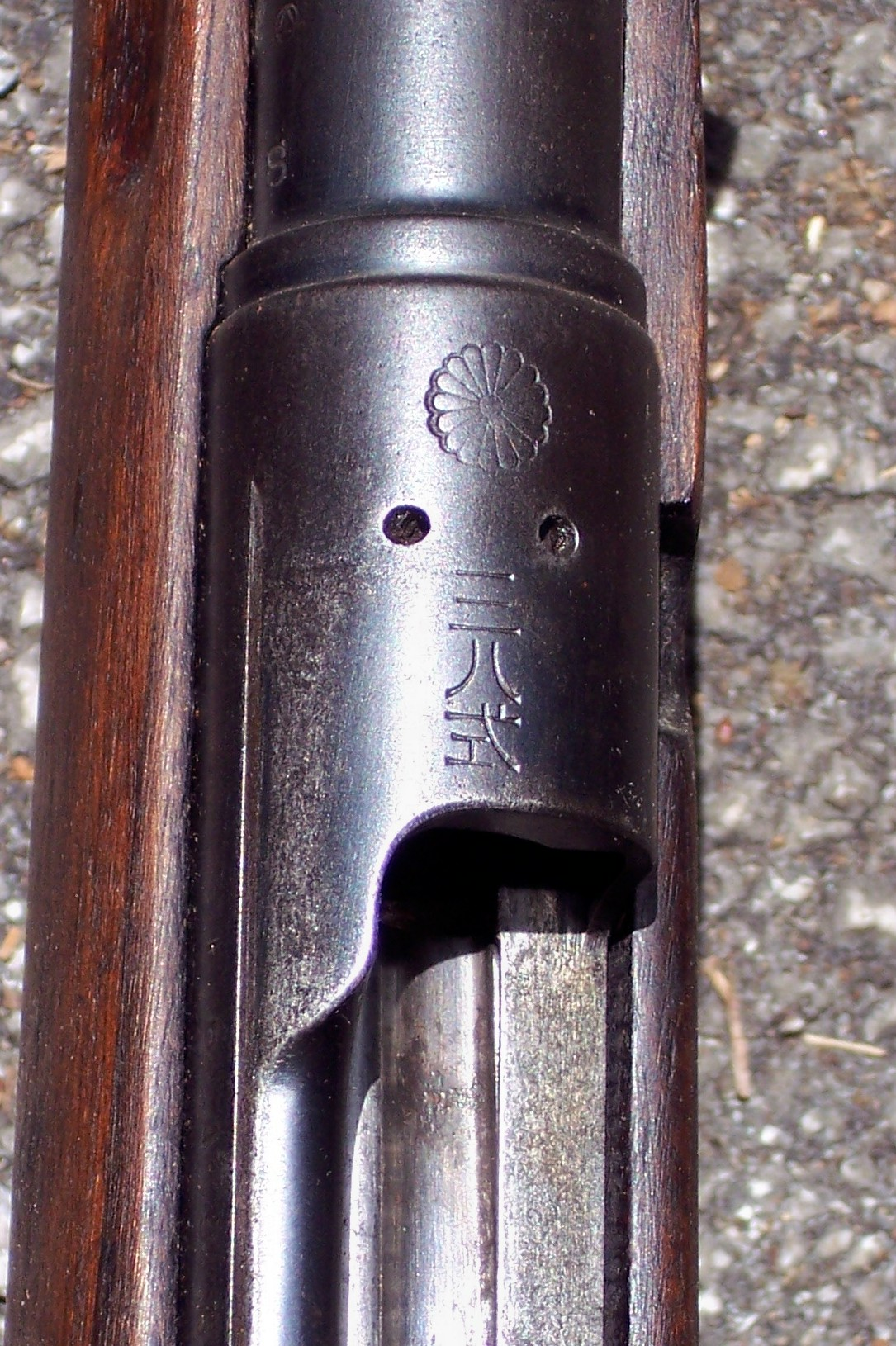
"الأم السليمة

يعود صناعة البندقية إلى العقيد نارياكيرا أريساكا (باليابانية:有坂 成章)، وكان نارياكيرا سمي البندقية باسمه، وذلك في عهد الإمبراطور الياباني ميجي.
- اليابان : استخدمت من قبل الجيش الياباني في الحرب العالمية الأولى والحرب العالمية الثانية.
- الصين : تمكن الجيش الأحمر الصيني من الحصول على البندقية كغنيمة، وبعد الحرب العالمية الثانية حصل الجيش الصيني على البنادق أريساكا.
- إندونيسيا : تمكن المتمردون الإندونيسيون الحصول على أسلحة أريساكا من أيدى الجيش اليابانى.
- جمهورية الصين : تمكنت حكومة الصين الوطنية من الحصول على البنادق من نوع أريساكا.
- روسيا : حصل الجيش الروسي القيصري من اليابان لشراء بنادق أريساكا
- الجيش الشعبي الفلندي يستخدمون بندقية أريساكا في زمن الحرب الأهلية الفيلندية.

## صور

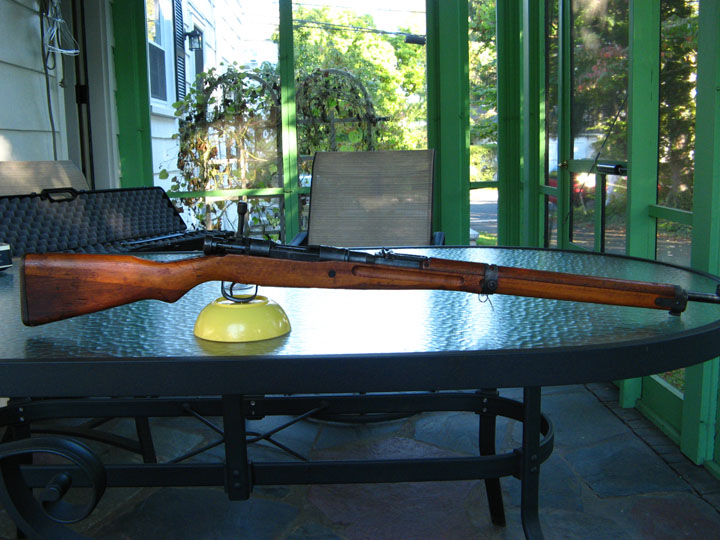
أريساكا نوع كان يستخدم في الحروب , نوع 99
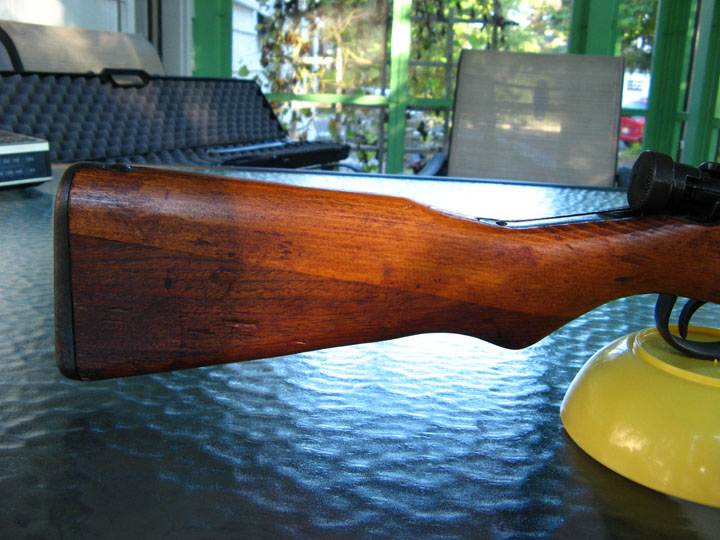
الخشب الخاص بنوع 99
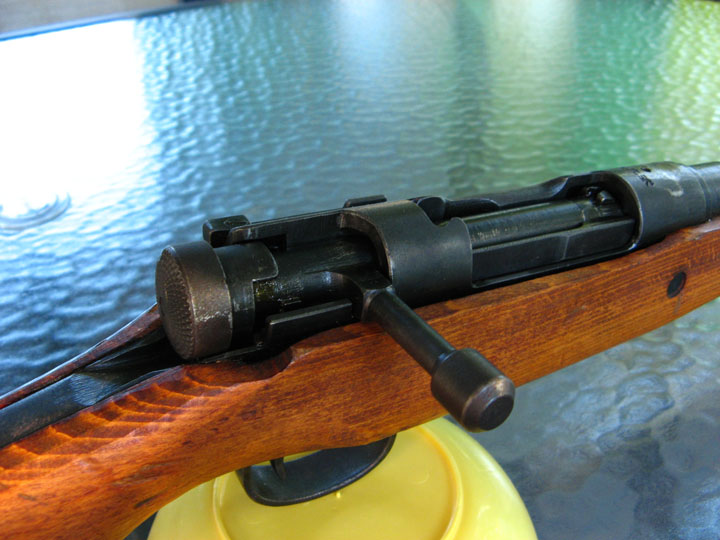
ترباس نوع 99 مغلق
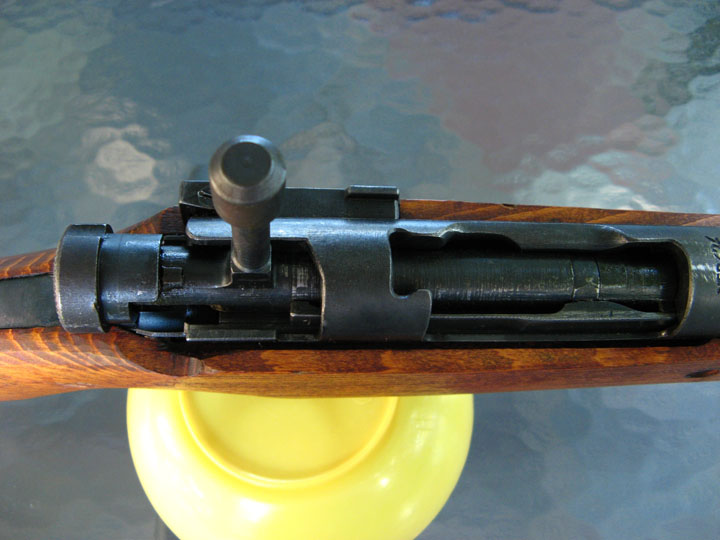
ترباس نوع 99 مفتوح
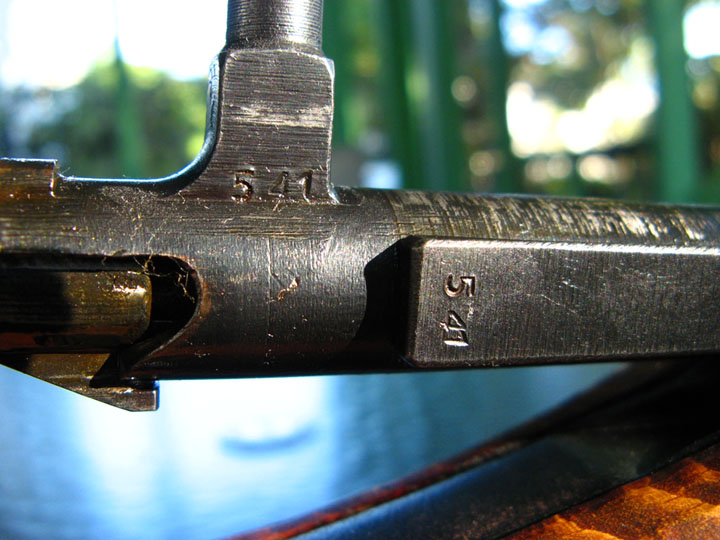
ترباس نوع 99 عن قرب
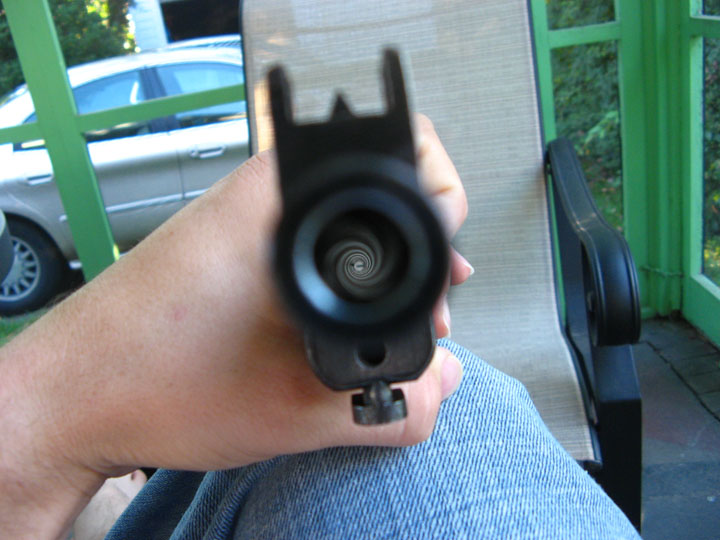
مخرج الرصاصة الخاص بنوع 99
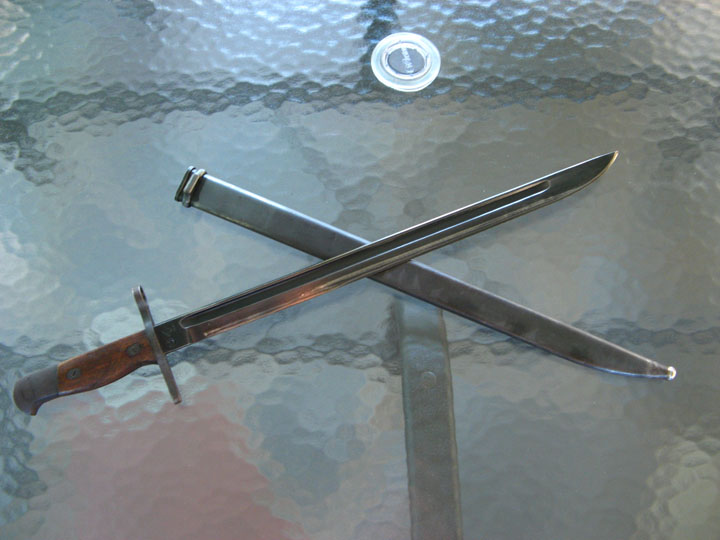
سكين أريساكا نوع 33
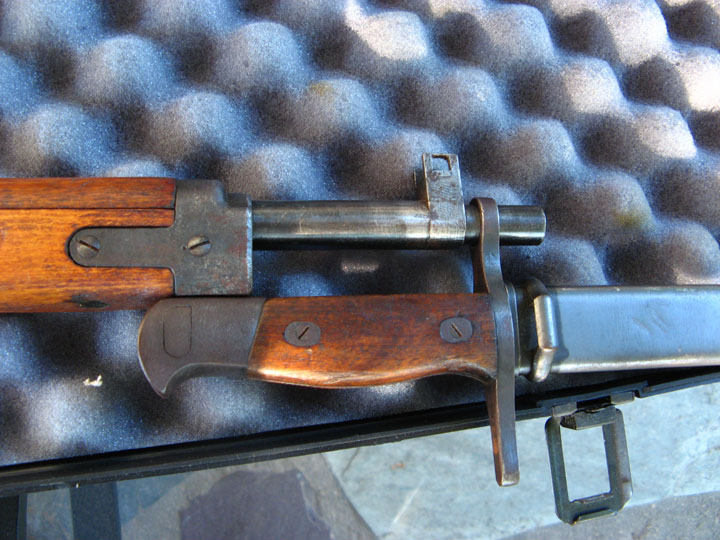
نوع 99 مع السكين الملتصق به نوع 30.

## وصلات خارجية
- Description of Arisaka Type 99
- Rifle markings